# Чемпионат СССР по лёгкой атлетике в помещении 1974
Чемпионат СССР по лёгкой атлетике в помещении 1974 года прошёл 13—15 февраля в Москве на зимнем стадионе «Спартак». К соревнованиям на общих основаниях помимо советских спортсменов были допущены иностранные атлеты. На протяжении 3 дней были разыграны 19 комплектов медалей.
Валерий Борзов и Юрий Силов повторили высшее мировое достижение в беге на 60 метров — 6,4.
Янис Лаурис и Евгений Тананика стали новыми рекордсменами страны в прыжке с шестом с результатом 5,30 м.

## Командное первенство
| Место | Команда          |
| ----- | ---------------- |
| 1     | Вооружённые Силы |
| 2     | «Спартак»        |
| 3     | «Динамо»         |

## Медалисты

### Мужчины
| Дисциплина       | Золото                                    | Золото  | Серебро                                         | Серебро | Бронза                                | Бронза  |
| ---------------- | ----------------------------------------- | ------- | ----------------------------------------------- | ------- | ------------------------------------- | ------- |
| 60 м             | Валерий Борзов Динамо Киев                | 6,4     | Юрий Силов Сборная сельских ДСО Рига            | 6,4     | Лайош Греша Венгрия                   | 6,5     |
| 400 м            | Семён Кочер Спартак Ессентуки             | 48,9    | Тофик Алиев Нефтчи Баку                         | 49,2    | Виктор Никаноров Труд Череповец       | 49,6    |
| 800 м            | Владимир Артёмов Труд Ленинград           | 1.51,9  | Георгий Чернышёв Спартак Москва                 | 1.53,2  | Александр Гончаров Буревестник Тамбов | 1.53,4  |
| 1500 м           | Пётр Анисим Вооружённые Силы Львов        | 3.48,8  | Станислав Мещерских Вооружённые Силы Свердловск | 3.48,9  | Владимир Абрамов Спартак Петрозаводск | 3.49,4  |
| 3000 м           | Борис Кузнецов Зенит Свердловск           | 7.58,6  | Минивасик Абдуллин Труд Уфа                     | 7.59,6  | Валентин Зотов Динамо Минск           | 8.01,8  |
| 60 м с барьерами | Анатолий Мошиашвили Динамо Тбилиси        | 7,6     | Виктор Мясников Динамо Минск                    | 7,7     | Вячеслав Кулебякин Динамо Ленинград   | 7,8     |
| Прыжок в высоту  | Владимир Абрамов Труд Москва              | 2,22 м  | Сергей Будалов Спартак Московская область       | 2,17 м  | Имант Карлсон Динамо Рига             | 2,15 м  |
| Прыжок с шестом  | Янис Лаурис Динамо Рига                   | 5,30 м  | Евгений Тананика Спартак Харьков                | 5,30 м  | Сергей Кривозуб Динамо Донецк         | 5,20 м  |
| Прыжок в длину   | Алексей Переверзев Буревестник Москва     | 7,73 м  | Виктор Зубков Труд Московская область           | 7,66 м  | Сергей Смолин Труд Горький            | 7,47 м  |
| Тройной прыжок   | Геннадий Бессонов Вооружённые Силы Москва | 16,40 м | Николай Синичкин Трудовые резервы Рига          | 16,18 м | Анатолий Бойко Авангард Донецк        | 16,14 м |
| Толкание ядра    | Валчо Стоев Болгария                      | 19,86 м | Хайнц-Йоахим Ротенбург ГДР                      | 19,72 м | Анатолий Ярош Авангард Ворошиловград  | 19,51 м |

### Женщины
| Дисциплина       | Золото                                          | Золото  | Серебро                                      | Серебро | Бронза                                     | Бронза  |
| ---------------- | ----------------------------------------------- | ------- | -------------------------------------------- | ------- | ------------------------------------------ | ------- |
| 60 м             | Аннегрет Рихтер ФРГ                             | 7,2     | Надежда Бесфамильная Вооружённые Силы Москва | 7,3     | Людмила Маслакова Буревестник Москва       | 7,3     |
| 400 м            | Надежда Ильина Динамо Москва                    | 54,1    | Людмила Аксёнова Авангард Киев               | 55,1    | Инта Климовича Сборная сельских ДСО Рига   | 56,0    |
| 800 м            | Валентина Герасимова Трудовые резервы Караганда | 2.08,5  | Сармите Штула Вооружённые Силы Рига          | 2.08,8  | Татьяна Казанкина Буревестник Ленинград    | 2.10,0  |
| 1500 м           | Тамара Казачкова Труд Магнитогорск              | 4.20,5  | Ольга Двирна Спартак Ленинград               | 4.22,6  | Жужа Вёльдьи Венгрия                       | 4.23,5  |
| 60 м с барьерами | Аннероз Фидлер ГДР                              | 8,0     | Татьяна Ворохобко Труд Ленинград             | 8,1     | Наталья Лебедева Вооружённые Силы Москва   | 8,2     |
| Прыжок в высоту  | Милада Карбанова Чехословакия                   | 1,85 м  | Тамара Галка Вооружённые Силы Одесса         | 1,83 м  | Валентина Ахраменко Трудовые резервы Минск | 1,76 м  |
| Прыжок в длину   | Маргарита Буткене Сборная сельских ДСО Каунас   | 6,28 м  | Нина Гаврилова Буревестник Ленинград         | 6,26 м  | Надежда Ткаченко Авангард Донецк           | 6,12 м  |
| Толкание ядра    | Марианне Адам ГДР                               | 18,87 м | Светлана Крачевская Динамо Москва            | 18,43 м | Антонина Иванова Зенит Москва              | 18,36 м |